# Ruud Heus
Ruud Heus (født 24. februar 1961 i Hoorn, Holland) er en hollandsk tidligere fodboldspiller (venstre back).
Heus spillede i løbet af sin karriere ti sæsoner for Rotterdam-storklubben Feyenoord. Her var han med til at vinde både et hollandsk mesterskab og fire udgaver af KNVB Cuppen. Han spillede også af to omgange for AZ i Alkmaar.

## Titler
Hollands mesterskab
- 1993 med Feyenoord

KNVB Cup
- 1991, 1992, 1994 og 1995 med Feyenoord

Johan Cruijff Schaal
- 1991 med Feyenoord